# Trữ lượng đá phiến dầu
Trữ lượng đá phiến dầu dùng để chỉ các nguồn tài nguyên đá phiến dầu có khả năng thu hồi với trình độ công nghệ hiện tại và đem lại hiệu quả kinh tế. Các mỏ đá phiến dầu được chia theo cấp độ từ các biểu hiện khoáng sản nhỏ không có giá trị kinh tế đến các trữ lượng lớn có thể khai thác có lãi. Việc định nghĩa trữ lượng đá phiến dầu có nhiều khó khăn vì thành phần hóa học trong đá phiến dầu là khác nhau cũng như hàm lượng kerogen và các công nghệ khai thác cũng có những ảnh hưởng quan trọng. Tính kinh tế của việc khai thác đá phiến dầu phụ thuộc phần lớn vào giá dầu thô truyền thống; nếu giá một thùng dầu thô thấp hơn giá sản xuất ra một thùng dầu từ đá phiến thì việc khai thác sẽ không có lời.
Trên thế giới có khoảng 600 mỏ đá phiến dầu đã được phát hiện. Một số mỏ cần được thăm dò chi tiết hơn để xác định trữ lượng tiềm năng. Tuy nhiên, trữ lượng có thể thu hồi trên thế giới đánh giá theo trình độ công nghệ hiện tại ước tính đạt khoảng 2,8-3,3 tỷ thùng dầu đá phiến, trong đó trữ lượng này ở Hoa Kỳ đạt khoảng 1,5-2,6 tỷ thùng. Các mỏ được thăm dò đầy đủ có thể được xếp vào trữ lượng như các mỏ ở sông Green, Hoa Kỳ, các mỏ tuổi đệ Tam ở Queensland, Úc, các mỏ ở Thụy Điển và Estonia, mỏ El-Lajjun ở Jordan, và các mỏ ở Pháp, Đức, Brazil, Trung Quốc, và Nga. Người ta cũng hy vọng rằng từ các mỏ này có thể chiết tách ra được ít nhất 40 lít dầu đá phiến từ 1 tấn đá bằng phương pháp Fischer Assay.

## Định nghĩa trữ lượng
Việc tính trữ lượng đá phiến dầu khá phức tạp vì nó phụ thuộc vào nhiều yếu tố. Thứ nhất là hàm lượng kerogen trong các mỏ đá phiến dầu thay đổi đáng kể. Thứ hai báo cáo trữ lượng ở một vài quốc gia hoàn toàn dựa trên hàm lượng kerogen tại chỗ, tức bao gồm tất cả các loại kerogen mà không đề cập đến trình độ công nghệ và tính kinh tế; các con số này không đề cập đến hàm lượng kerogen mà từ đó có khả năng được chiết tách thành dầu và phân tích dựa trên trình độ công nghệ hiện tại và các điều kiện kinh tế. Theo một định nghĩa phổ biến nhất, "trữ lượng" chỉ đề cập đến nguồn tài nguyên mà có khả năng khai thác được với trình độ công nghệ cho phép và có lãi trong các điều kiện kinh tế hiện tại. Một cách định nghĩa khác là "trữ lượng" đề cập đến tất cả các mỏ chứa kerogen. Thứ ba, các công nghệ chiết tách đá phiến dầu vẫn đang phát triển vì vậy hàm lượng kerogen có thể thu hồi chỉ có thể được ước tính.
Có nhiều phương pháp chiết tách khác nhau để tạo ra các loại dầu dùng cho nhiều mục đích khác nhau. Kết quả là lượng tài nguyên và trữ lượng dự tính khác nhau nhiều. Hàm lượng kerogen trong các thành hệ đá phiến dầu khác nhau rất lớn và khả năng đem lại lợi nhuận từ việc chiết tách này phụ thuộc rất lớn vào giá dầu khu vực và trên thế giới. Có một số phương pháp được sử dụng để xác định số lượng và chất lượng của các sản phẩm từ đá phiến dầu. Ưu điểm của các phương pháp này là đưa ra được một giá trị gần đúng với tiềm năng năng lượng của các sản phẩm này. Phương pháp chuẩn là Fischer Assay, phương pháp này cho ra một giá trị nhiệt phản ánh lượng calori được giải phóng. Phương pháp này đề cập đến cách đo đạc tổng quát giá trị hữu dụng của các sản phẩm. Phương pháp Fischer Assay đã được hiệu chỉnh, tiêu chuẩn hóa bởi Viện Dầu khí Hoa Kỳ (API). Tuy nhiên, nó không đưa ra cách mà hấu hết dầu có thể được tách ra từ các mẫu đá. Một số phương pháp xử lý tạo ra nhiều sản phẩm có ích hơn phương pháp Fischer Assay cũng được nói đến. Phương pháp Tosco II tạo ra trên 100% dầu, và công nghệ Hytort tạo ra từ 300% đến 400% dầu so với phương pháp Fischer Assay.
| Mỏ                                            | Quốc gia               | Giai đoạn     | Tài nguyên dầu đá phiến tại chỗ (triệu thùng) | Tài nguyên đá phiến dầu tại chỗ (triệu tấn) |
| --------------------------------------------- | ---------------------- | ------------- | --------------------------------------------- | ------------------------------------------- |
| Hệ tầng sông Green                            | Hoa Kỳ                 | Kỷ Đệ Tam     | 1.466.000                                     | 213.000                                     |
| Hệ tầng Phosphoria                            | Hoa Kỳ                 | Kỷ Permi      | 250.000                                       | 35.775                                      |
| Eastern Devonian                              | Hoa Kỳ                 | Kỷ Devon      | 189.000                                       | 27.000                                      |
| Hệ tầng Heath                                 | Hoa Kỳ                 | Kỷ Carbon sớm | 180.000                                       | 25.578                                      |
| Bồn trũng Olenyok                             | Nga                    | Kỷ Cambri     | 167.715                                       | 24.000                                      |
| Congo                                         | Cộng hòa Dân chủ Congo | ?             | 100.000                                       | 14.310                                      |
| Hệ tầng Irati                                 | Brasil                 | Kỷ Permi      | 80.000                                        | 11.448                                      |
| Sicilia                                       | Ý                      | ?             | 63.000                                        | 9.015                                       |
| Tarfaya                                       | Maroc                  | Kỷ Creta      | 42.145                                        | 6.448                                       |
| Bồn trũng Volga                               | Nga                    | ?             | 31.447                                        | 4.500                                       |
| St. Petersburg, Bồn trũng đá phiến dầu Baltic | Nga                    | Kỷ Ordovic    | 25.157                                        | 3.600                                       |
| Bồn trũng Vychegodsk                          | Nga                    | Kỷ Jura       | 19.580                                        | 2.800                                       |
| Wadi Maghar                                   | Jordan                 | Kỷ Creta      | 14.009                                        | 2.149                                       |
| Đá phiết sét Dictyonema                       | Estonia                | Kỷ Ordovic    | 12.386                                        | 1.900                                       |
| Timahdit                                      | Maroc                  | Kỷ Creta      | 11.236                                        | 1.719                                       |
| Đá phiến sét Collingwood                      | Canada                 | Kỷ Ordovic    | 12.300                                        | 1.717                                       |
| Italy                                         | Ý                      | Kỷ Trias      | 10.000                                        | 1.431                                       |

## Phân bố
Không có một nguyên tắc thống nhất đề cập đến sự phân bố của các mỏ đá phiến dầu trên toàn thế giới. Có khoảng 600 mỏ đá phiến dầu phân bố khắp nơi trên trái đất và trên mỗi lục địa trừ Nam Cực vì ở đây chưa được thăm dò đá phiến dầu. Tài nguyên đá phiến dầu có thể tập trung ở các mỏ lớn đã được xác định như hệ tầng sông Green, được tạo thành bởi một hồ lớn. Hệ tầng này có thể dày vài mét nhưng được giới hạn bởi ranh giới rộng lớn của hồ trong quá khứ. Các mỏ này giống với các mỏ được tìm thấy dọc theo bờ biển phía tây châu Mỹ, đây là các mỏ được hình thành trong môi trường biển nông vì vậy chúng khá mỏng nhưng trải dài trên diện rộng bao phủ hàng ngàn km².
Bảng bên dưới liệt kê trữ lượng dầu đá phiến được ước tính. Dầu đá phiến là dầu tổng hợp được tạo ra bằng cách nung vật chất hữu cơ (kerogen) có trong đá phiến đến nhiệt độ mà tại sẽ tách ra dầu, khí đốt, và cacbon cặn còn lại trong đá phiết sét.
| Khu vực                | Tài nguyên dầu đá phiến tại chỗ (triệu thùng) | Tài nguyên đá phiến dầu tại chỗ (triệu tấn) | Sản lượng năm 2002 (ngàn tấn dầu) |
| ---------------------- | --------------------------------------------- | ------------------------------------------- | --------------------------------- |
| Châu Phi               | 159.243                                       | 23.317                                      | -                                 |
| Cộng hòa Dân chủ Congo | 100.000                                       | 14.310                                      | -                                 |
| Maroc                  | 53.381                                        | 8.187                                       | -                                 |
| Châu Á                 | 45.894                                        | 6.562                                       | 180                               |
| Trung Quốc             | 16.000                                        | 2.290                                       | 180                               |
| Châu Âu                | 368.156                                       | 52.845                                      | 345                               |
| Nga                    | 247.883                                       | 35.470                                      | -                                 |
| Ý                      | 73.000                                        | 10.446                                      | -                                 |
| Estonia                | 16.286                                        | 2.494                                       | 345                               |
| Trung Đông             | 38.172                                        | 5.792                                       | -                                 |
| Jordan                 | 34.172                                        | 5.242                                       | -                                 |
| Bắc Mỹ                 | 2.602.469                                     | 382.758                                     | -                                 |
| Hoa Kỳ                 | 2.587.228                                     | 380.566                                     | -                                 |
| Canada                 | 15.241                                        | 2.192                                       | -                                 |
| Châu Đại Dương         | 31.748                                        | 4.534                                       | -                                 |
| Úc                     | 31.729                                        | 4.531                                       | -                                 |
| Nam Mỹ                 | 82.421                                        | 11.794                                      | 157                               |
| Brazil                 | 82.000                                        | 11.734                                      | 159                               |
| Thế giới               | 3.328.103                                     | 487.602                                     | 684                               |

### Châu Phi
Các mỏ đá phiến dầu chính phân bố ở Cộng hòa Dân chủ Congo (tương đương 14,31 triệu tấn dầu đá phiến) và Maroc (12,3 triệu tấn hay 8,16 triệu tấn dầu đá phiến). Các mỏ ở Congo chưa được thăm dò đầy đủ. Ở Maroc, các mỏ đá phiến dầu đã được xác định ở 10 địa điểm với mỏ lớn nhất nằm ở Tarfaya và Timahdit. Mặc dù trữ lượng ở Tarfaya và Timahdit đã được thăm dò chi tiết nhưng khai thác thương mại vẫn chưa bắt đầu và chỉ giới hạn trong các chương trình nghiên cứu thử nghiệm, và các nước như Ai Cập, Nam Phi, Madagascar, và Nigeria cũng trong trường hợp tương tự. Các mỏ chính của Ai Cập phân bố ở các khu vực Safaga-Al-Qusair và Abu Tartour.

### Châu Á
Các mỏ chính phân bố ở Trung Quốc với trữ lượng ước tính khoảng 32 tỷ tấn, trong đó 4,4 tỷ tấn có khả năng khai thác có lãi với công nghiệ hiện tại; Thái Lan (18,7 tỷ tấn), Kazakhstan (mỏ lớn ở Kenderlyk Field với trữ lượng 4 tỷ tấn), và Thổ Nhĩ Kỳ (2,2 tỷ tấn). Các trữ lượng nhỏ hơn cũng được phát hiện ở Assam (Ấn Độ), Pakistan, Uzbekistan, Turkmenistan, Myanmar, Armenia, và Mông Cổ.
Các mỏ đá phiến dầu chính của Trung Quốc ở Phủ Thuận và Liêu Ninh; các mỏ khác nằm ở Mậu Danh ở Quảng Đông; Hoa Điện ở Cát Lâm, Hắc Long Giang, và Sơn Đông. Năm 2002, Trung Quốc sản xuất hơn 90.000 tấn dầu đá phiến. Cac mỏ đá phiến dầu của Thái Lan nằm gần Mae Sot, tỉnh Tak, và ở tỉnh Li, tỉnh Lamphun. Các mỏ của Thổ Nhĩ Kỳ được phát hiện chủ yếu thuộc vùng trung và tây Anatolia.
Giáo sư Alan R. Carroll thuộc Đại học Wisconsin-Madison cho rằng các mỏ đá phiến dầu có nguồn gốc hồ thuộc tầng Permi thượng miền bắc Trung Quốc không nằm trong các đánh giá trữ lượng đá phiến dầu toàn cầu, và hệ tầng này có kích thước tương đương với hệ tầng sông Green.

### Châu Âu

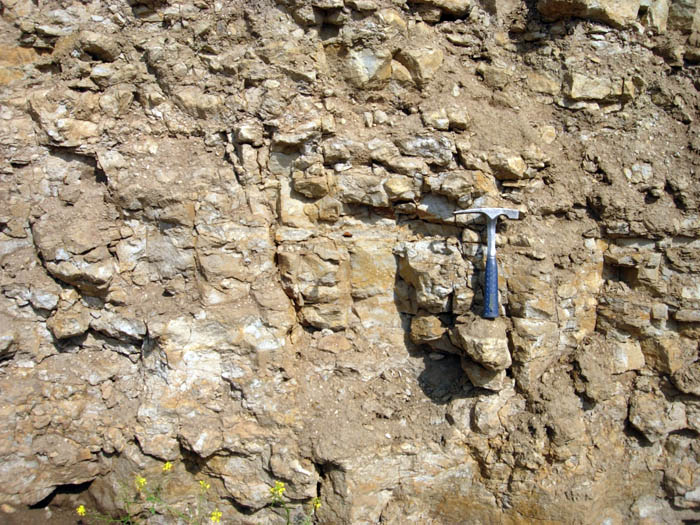
Điểm lộ đá phiến dầu kukersite kỷ Ordovic, miền bắc Estonia.

Các trữ lượng đá phiến dầu lớn nhất của châu Âu nằm ở Nga (tương đương 35,47 tỷ tấn dầu đá phiến). Các mỏ lớn phân bố ở tỉnh Volga-Petchyorsk và bồn trũng đá phiến dầu Baltic. Các mỏ lớn khác ở châu Âu nằm ở Ý (10,45 tỷ tấn dầu đá phiến), Estonia (2,49 tỷ tấn dầu), Pháp (1 tỷ tấn dầu), Belarus (1 tỷ tấn dầu), Thụy Điển (875 triệu tấn dầu), Ukraina (600 triệu tấn dầu) và Vương Quốc Anh (500 triệu tấn dầu). Cũng còn các trữ lượng khác ở Đức, Luxembourg, Tây Ban Nha, Bulgaria, Hungary, Phần Lan, Áo, Albania, và România.

### Trung Đông
Các mỏ đá phiến dầu có giá trị nằm ở Jordan (5.242 triệu tấn dầu hay 65 tỷ tấn đá phiến dầu) và Israel (550 triệu tấn dầu hay 6,5 tỷ tấn đá phiến dầu). Đá phiến dầu Jordan có chất lượng cao có thể so sánh với đá phiến dầu miền tây Hoa Kỳ, mặc dù hàm lượng lưu huỳnh trong dầu Jordan cao. Các mỏ được thăm dò đầy đủ như El Lajjun, Sultani, và Juref ed Darawishare miền trung-tây Jordan, trong khi đó mỏ Yarmouk nằm gần biên giới phía bắc và kéo dài vào lãnh thổ Syria. Hầu hết các mỏ của Israel nằm trong khu vực bồn trũng Rotem phía bắc sa mạc Negev gần biển Chết. Đá phiến dầu Israel có giá trị nhiệt và sinh dầu tương đối thấp.

### Bắc Mỹ
Với trữ lượng 3,3 tỷ tấn, các mỏ đá phiến dầu Hoa Kỳ là những mỏ lớn nhất thế giới. Có hai cụm mỏ lớn: các cụm mỏ phí đông Hoa Kỳ trong đá phiến sét Devon-Mississippi trải rộng trên diện tích 650.000 km²; các mỏ ở phía tây Hoa Kỳ trong hệ tầng sông Green ở Colorado, Wyoming, và Utah là những mỏ giàu đá phiến dầu nhất trên thê giới. Ở Canada có 19 mỏ đã được xác định. Các mỏ được thăm dò đầy đủ nằm ở Nova Scotia và New Brunswick.

### Châu Đại Dương
Trữ lượng đá phiến dầu của Úc được ước tính vào khoảng 58 tỷ tấn tương đương 4.531 triệu thùng dầu đá phiến trong đó có khoảng 24 tỷ thùng (3.8×10⁹ m³) có thể thu hồi được. Các mỏ nằm ở các bang phía đông và nam với mỏ có tiềm năng lớn nhất nằm ở phía đông Queensland. Đá phiến dầu cũng được tìm thấy ở New Zealand.

### Nam Mỹ
Brazil có các nguồn tài nguyên đá phiến dầu xếp hàng thứ 2 trên thế giới (đá phiến sét Irati và các mỏ có nguồn gốc hồ) và hiện là nhà sản xuất dầu đá phiến lớn thứ 2 trên thế giới sau Estonia. Các nguồn đá phiến dầu xuất hiện ở São Mateus do Sul, Paraná, và ở Vale do Paraíba. Brazil đã phát triển hệ thống chiết tách nhiệt phân đá phiến dầu trên mặt đất lớn nhất thế giới ở Petrosix, với ống thông khí thẳng đứng có đường kính 11m. sản lượng của Brazil năm 1999 đạt khoảng 200 ngàn tấn.
 Các nguồn khác cũng được phát hiện ở Argentina, Chile, Paraguay, Peru, Uruguay, và Venezuela.